# Fromet Mendelssohn

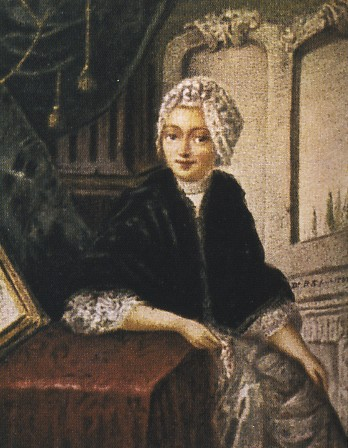
Fromet Mendelssohn

Fromet Mendelssohn, geb. Gugenheim (auch Guggenheim) (* 6. Oktober 1737 in Altona; † 5. März 1812 ebenda) war eine deutsche Haus- und Geschäftsfrau.

## Leben und Wirken

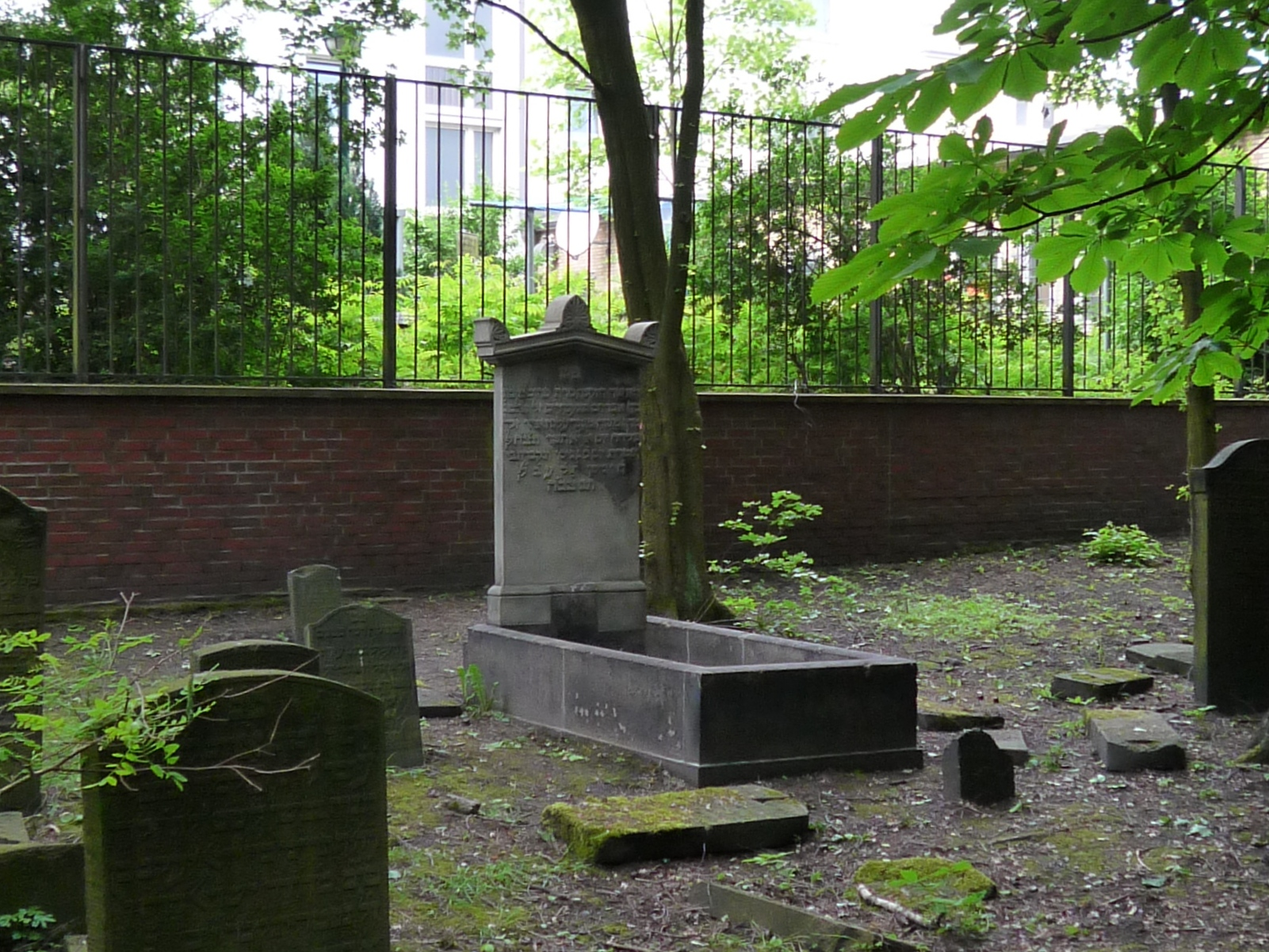
Restauriertes Grab Fromet Mendelssohns auf dem jüdischen Friedhof in Altona

Fromet Gugenheim kam als älteste Tochter des Kaufmanns Abraham Gugenheim in Altona zur Welt. Zu ihren Vorfahren gehörte der Wiener Hofbankier Samuel Oppenheimer (1630–1703).
Der Arzt Aaron Emmerich Gumpertz (1723–1769) machte sie 1761 mit dem Philosophen Moses Mendelssohn bekannt. Dieser teilte seinem Freund Gotthold Ephraim Lessing in einem Brief mit, dass Fromet Gugenheim zu diesem Zeitpunkt kein Vermögen besaß und „weder schön noch gelehrt“ sei. Beide beschlossen zu heiraten. Moses Mendelssohn vermittelte seiner zukünftigen Ehefrau Privatunterricht bei Johann Joachim Christoph Bode. In der Zeit vor der Heirat führten sie einen Briefwechsel, von dem die Ausführungen Mendelssohns erhalten geblieben sind. Den Dokumenten ist zu entnehmen, dass beide einander wirklich liebten. Entgegen den damaligen Gepflogenheiten unter Juden schlossen sie bei ihrer Hochzeit am 22. Juni 1762 in Berlin keinen Ehevertrag.
Von 1763 bis 1782 gebar Fromet Mendelssohn zehn Kinder, von denen vier früh verstarben. Neben den drei Töchtern Brendel, Recha und Henriette erreichten die Söhne Joseph, Abraham und Nathan das Erwachsenenalter. Zu ihren Enkeln gehörten der Maler Philipp Veit, der Geograph Georg Benjamin Mendelssohn, die Bankiers Alexander Mendelssohn und Paul Mendelssohn-Bartholdy sowie die Komponisten Fanny Hensel und Felix Mendelssohn Bartholdy.
Neben der Arbeit im Haushalt übernahm Fromet Mendelssohn auch die geschäftliche Korrespondenz ihres Mannes, wenn dieser nicht anwesend war. Sie galt als leidenschaftliche Theaterbesucherin. Da sie Kontakte mit Gotthold Ephraim Lessing und Johann Jakob Engel pflegte, nahm sie auch Einfluss auf das kulturelle Leben in Berlin. Dies ist dokumentiert in den wenigen Briefen, die von ihr aus der Zeit zwischen 1773 und 1775 erhalten sind.

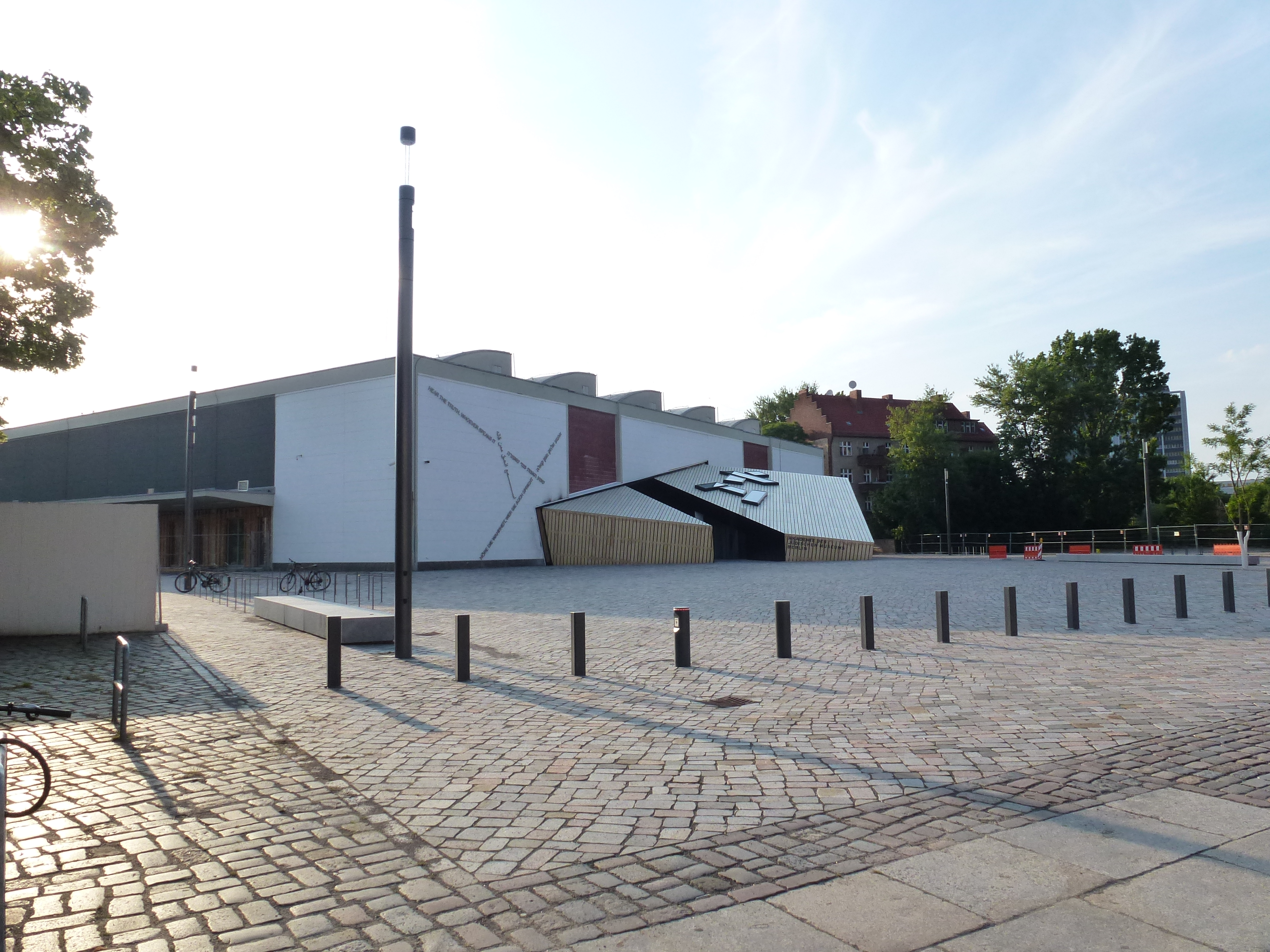
Der Fromet-und-Moses-Mendelssohn-Platz beim Jüdischen Museum Berlin

Moses Mendelssohn starb Anfang 1786. Die verwitwete Fromet Mendelssohn lebte von 1787 bis 1800 bei ihrer Tochter Recha Meyer in Neustrelitz und ging nach deren Scheidung gemeinsam mit ihr zurück nach Altona. Aus der Zeit in Berlin hatte sie einen 1774/75 von ihr und ihrem Gatten in Auftrag gegebenen Toravorhang mitgebracht, der vermutlich aus ihrem Brautkleid angefertigt worden war. Dieser Toravorhang wurde im Jahr 1805 der großen Altonaer Synagoge geschenkt. Heute kann er im Jüdischen Museum Berlin im Sammlungsbereich „Angewandte Kunst“ besichtigt werden.

Fromet Mendelssohn starb am 5. März 1812. Ihre Beisetzung erfolgte drei Tage später auf dem Jüdischen Friedhof in Altona, wo ihr im Jahr 2009 restaurierter Grabstein zu den prominentesten Gräbern des Friedhofs gehört.

## Ehrungen
Nach dem Ehepaar Mendelssohn wurde nach langen Querelen am 26. April 2013 der Fromet-und-Moses-Mendelssohn-Platz vor dem Jüdischen Museum in Berlin-Kreuzberg benannt.